# 老证券交易所
老证券交易所（Vieille Bourse）是法国里尔市中心的一座历史建筑，建于1652-1653年，佛兰芒风格，位于戴高乐将军广场与剧院广场之间。1921年列为法国历史古迹。

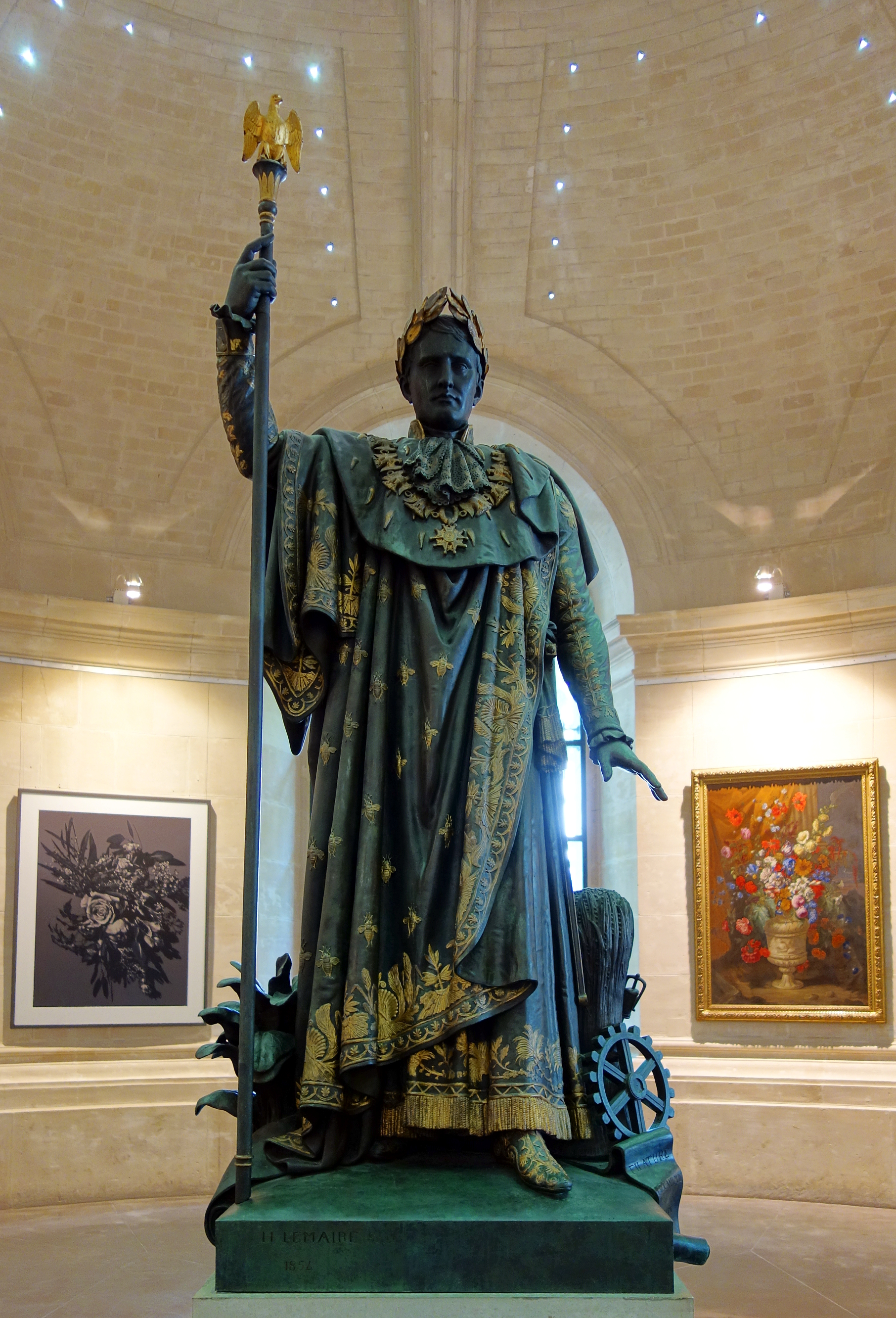
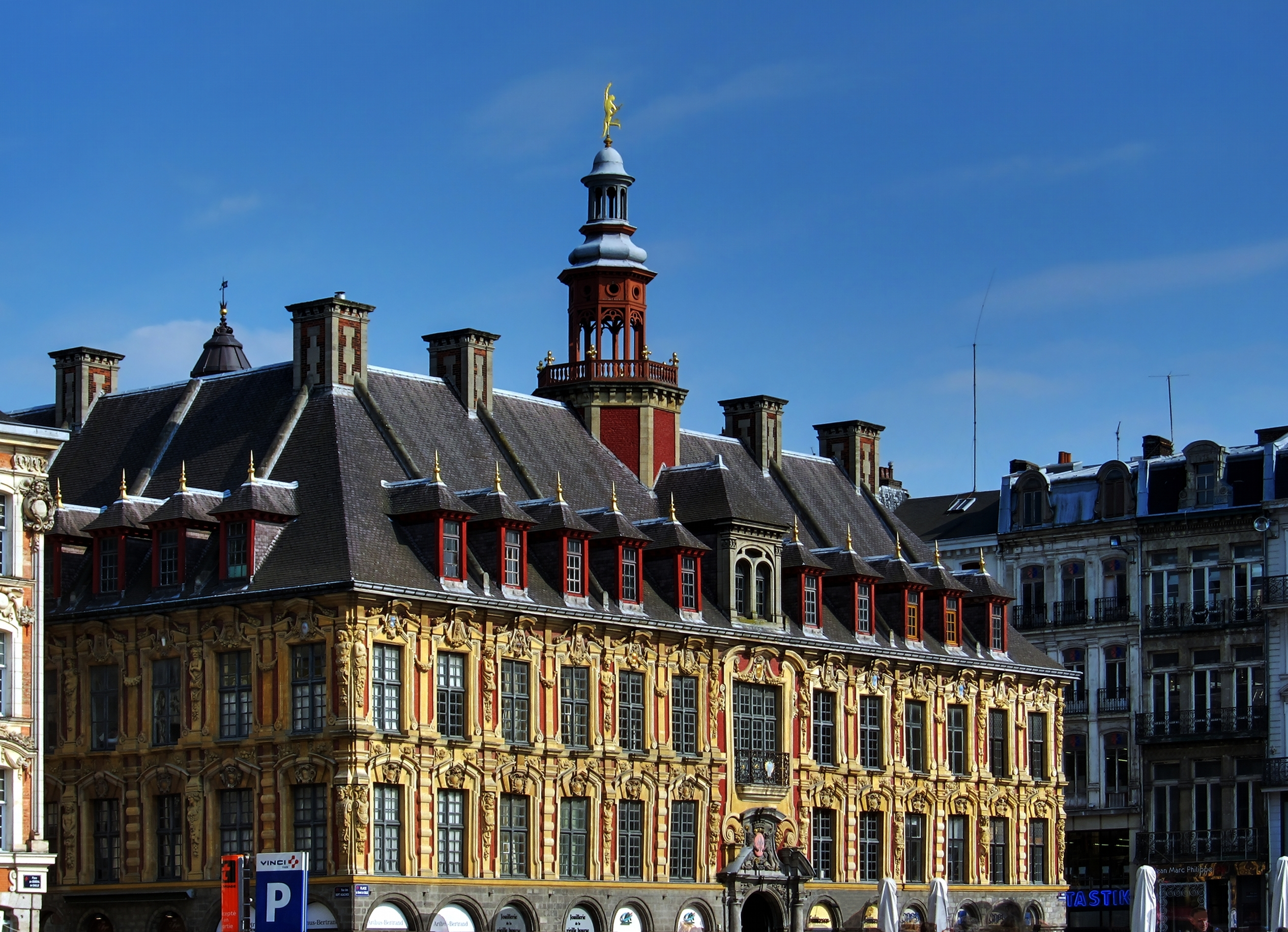
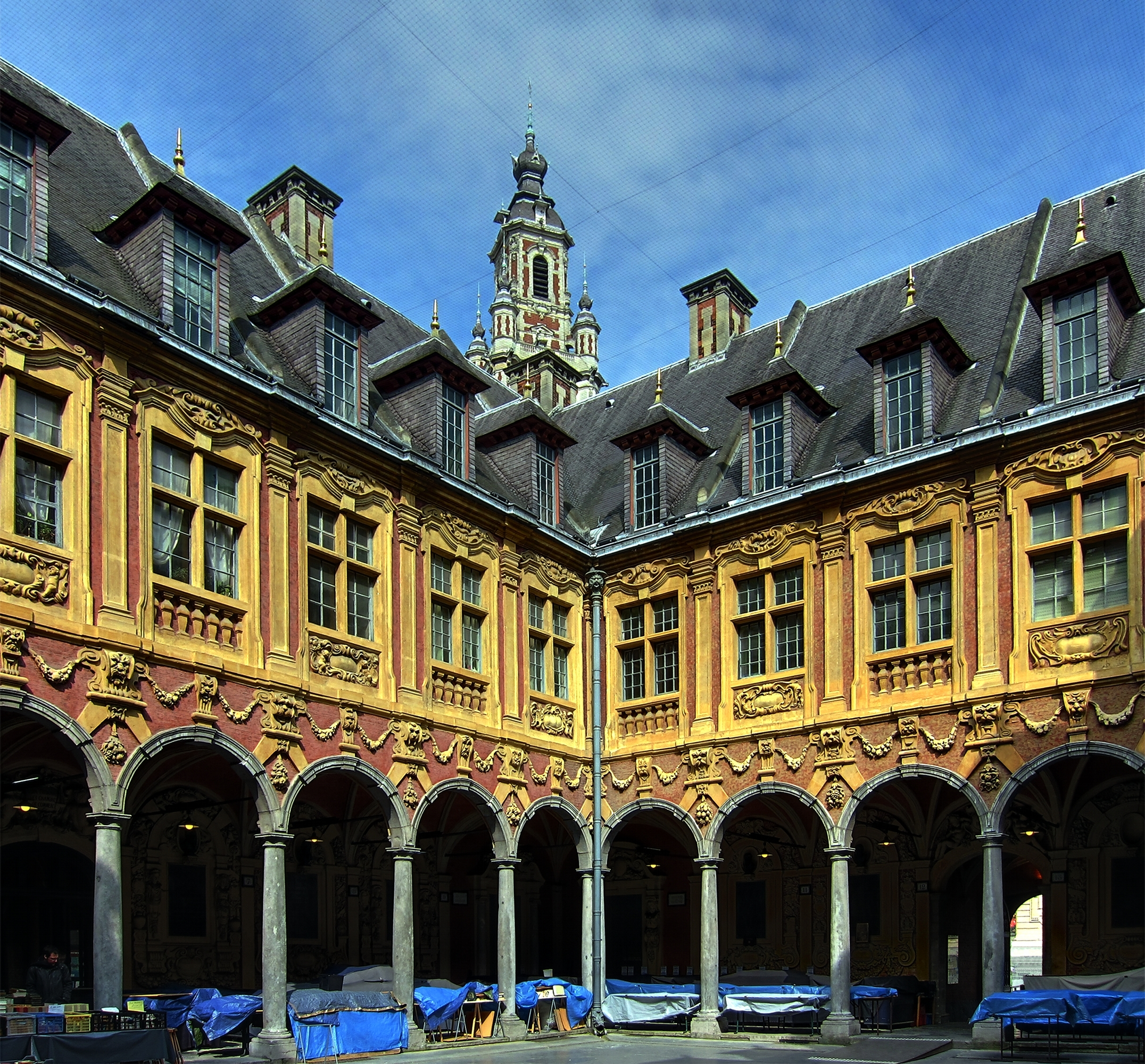
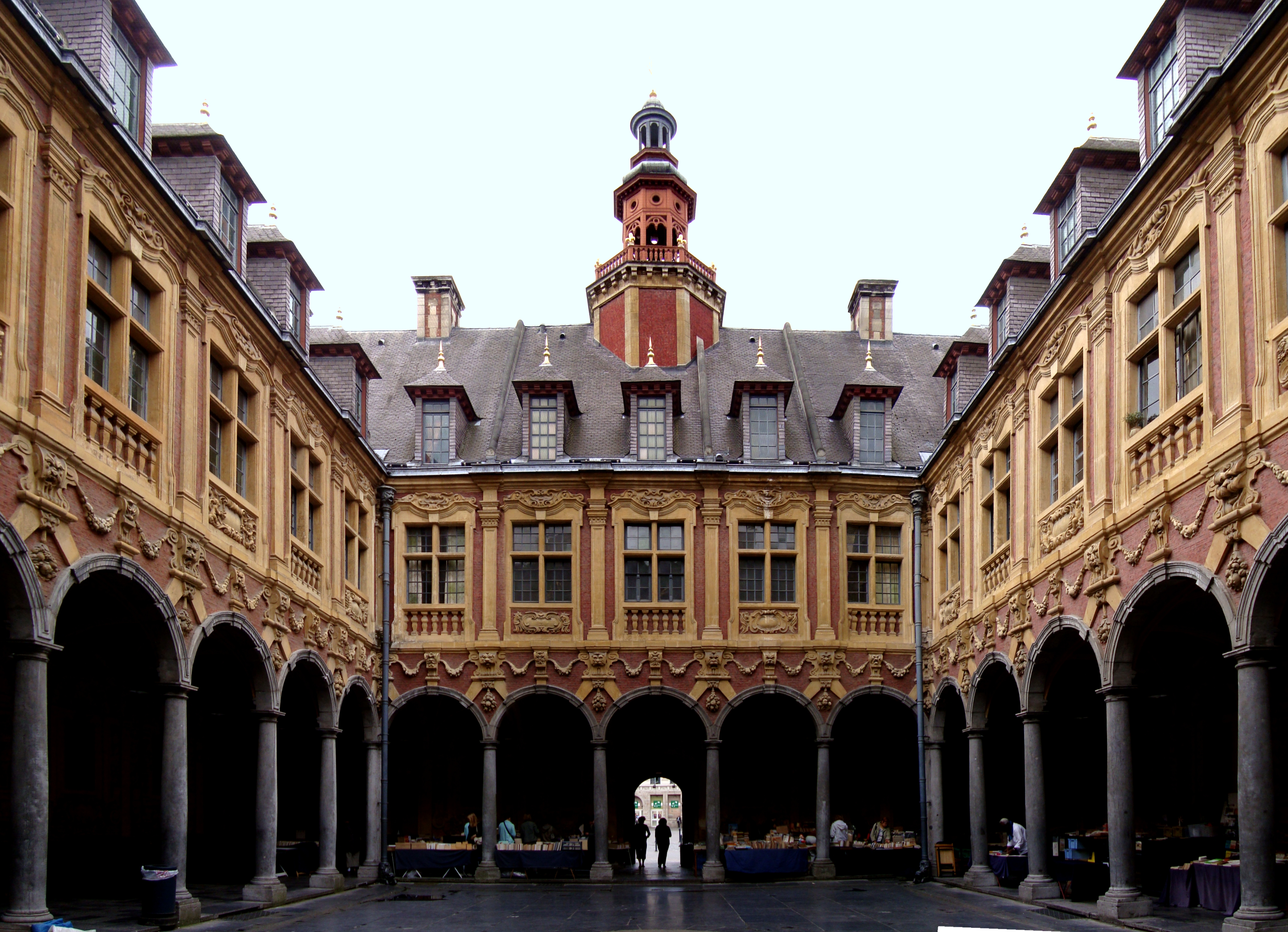
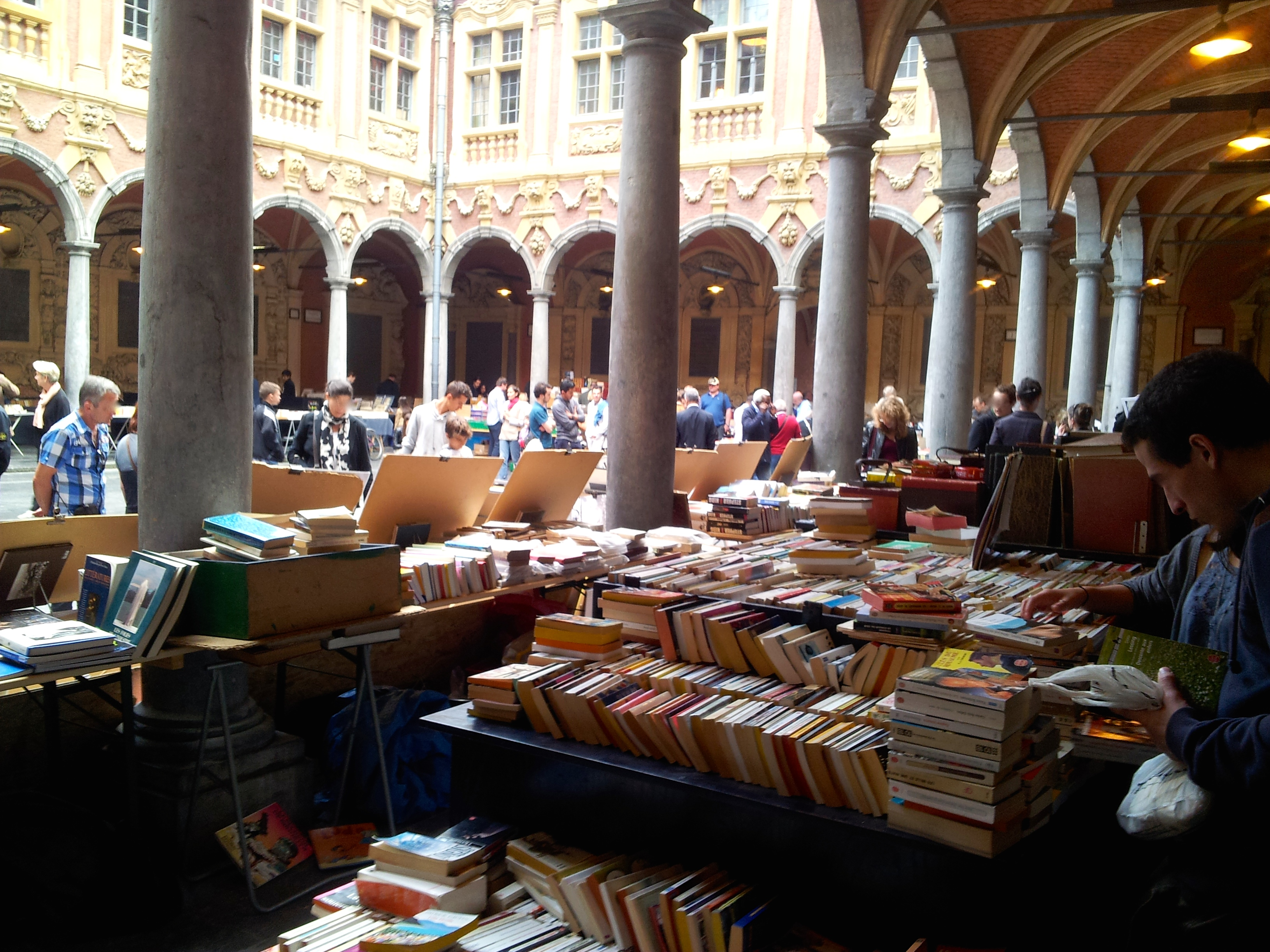
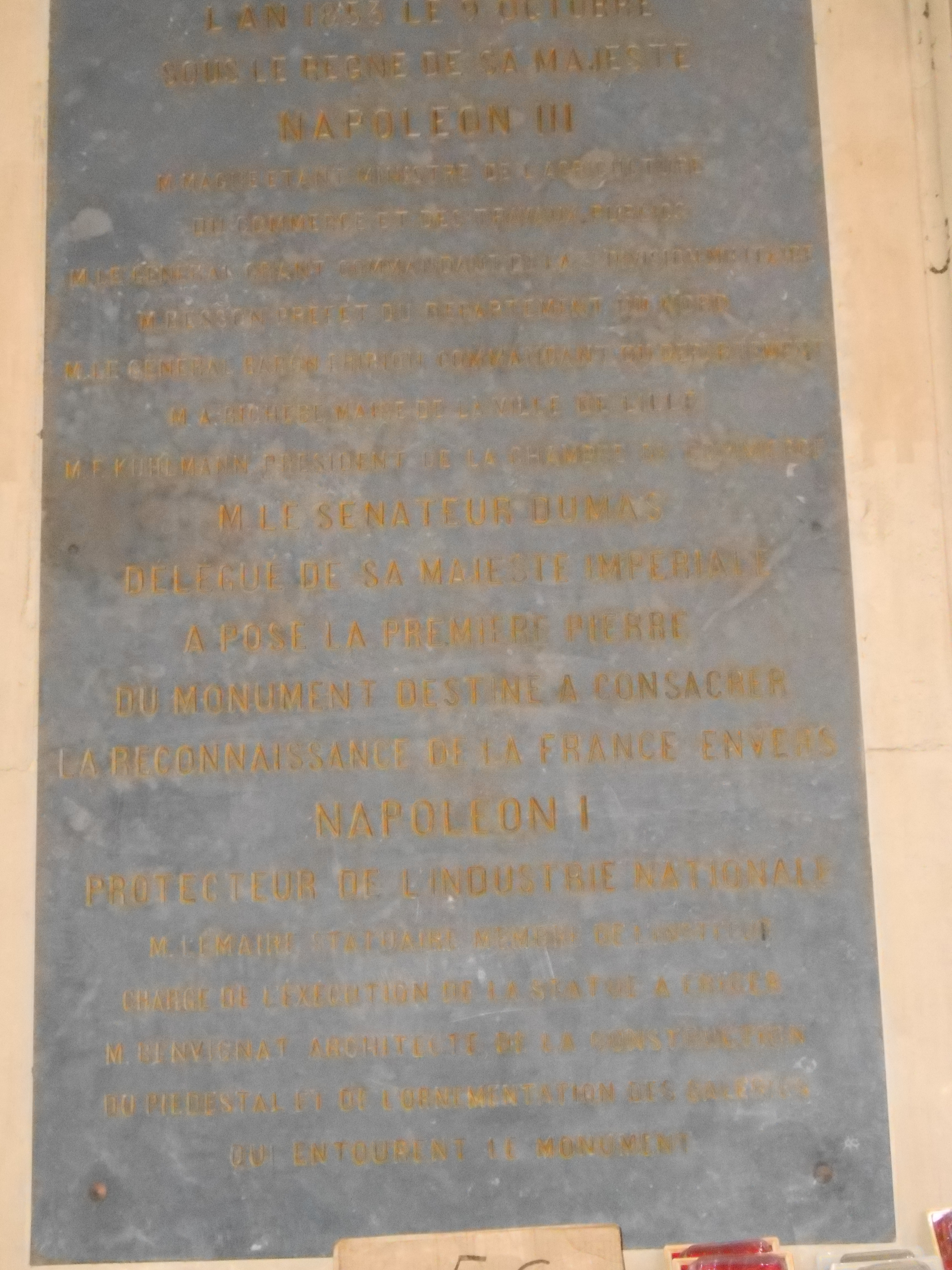
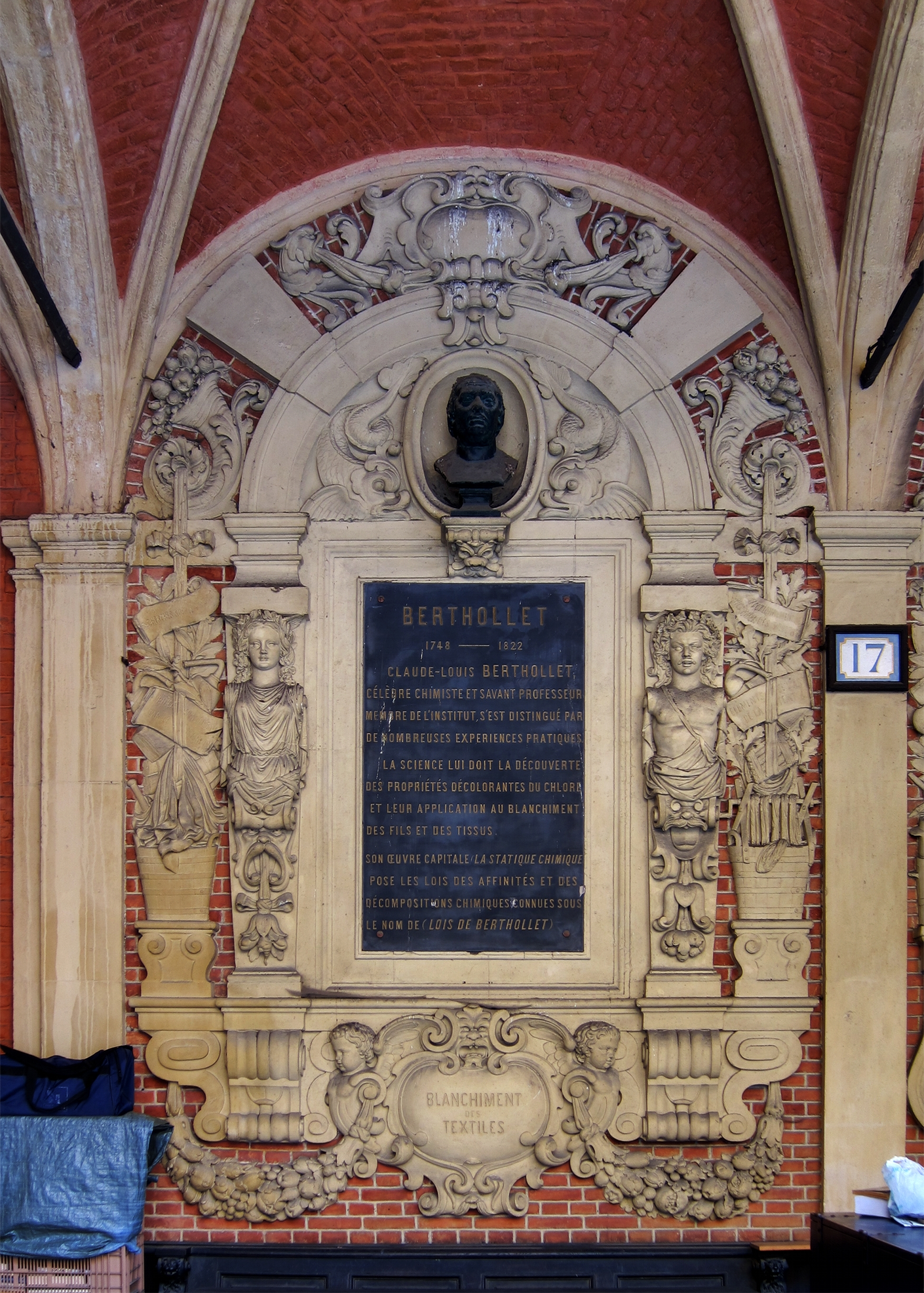